# Каліопі
Каліопі Букле́ (мак. Калиопи Букле; нар. 28 грудня 1966 року, Охрид, СФРЮ), відома як Каліо́пі — македонська співачка, авторка пісень, композиторка, власниця лейблу звукозапису. Одна з найвідоміших македонських музикантів, популярна не тільки в Македонії, а й в усіх балканських країнах. У Македонії її часто називають поп-дівою і королевою македонської поп-музики.

## Біографія
Народилася 28 грудня 1966 року в Охриді. Вона має арумунське і македонське походження — її батько був арумуном, а мати — македонкою. Каліопі вільно володіє арумунською мовою. Дитинство пройшло у Кичево.
1976 року Каліопі здобула перемогу на дитячому музичному фестивалі «Златно Славеjче» із піснею «Мојата учителка» (укр. Моя вчителька). Після цього, у 1978–1980 роках, вона гастролює з хором Запро Запрова такими країнами, як Чехословаччина, Австрія і Словенія (яка тоді ще була у складі Югославії).
Повернувшись, Каліопі спочатку чотири роки вчилася вокалу у Марії Николовської, а 1986 року вступила до Музичної академії на курс Блаґоя Николовського. Потім брала участь у югославському конкурсі співаків, де посіла третє місце.

### Гурт «Калиопи»
Свою музичну кар'єру Каліопі почала з гурту «Калиопи», який заснувала зі своїм чоловіком Ромео Гріллем. Першими піснями гурту були «Томи» і «Немој да ме будиш». 1985 музиканти перемогли на фестивалі «Opatija» із піснею «Лео», а також здобули перше місце на фестивалі «Видео спот фестивал» із піснею «Лето е авантура». Цього же року гурт представляв Югославію на Міжнародному Середземноморському фестивалі у Тунісі, де зайняв друге місце.
Наступного року гурт випускає свій перший альбом «Калиопи» і бере участь на Сплітському фестивалі із піснею «Da more zna», де отримає нагороду як найкращий дебютант. Цього же 1986 року, музиканти знову зайняли перше місце на «Видео спот фестивал» із піснею «Остани во мене». 
1987 року гурт випускає другий альбом «Роџени», який був записаний у Загребі і мав великий успіх по всій Югославії. Після цього Каліопі із чоловіком почала виступати з гастролями по містах Югославії і СРСР. Вони отримають численні нагороди, серед яких «Млад Борец» (1986), «Нова Македониjа» (1986), «Вечер», «Екран» і інші.
Після безлічі різних фестивалів Каліопі вирішила перестати брати в них участь. Єдиним винятком був югославський відбір на Пісенний конкурс Євробачення 1988, де вона посіла 10 місце із піснею «Емануел».
Коли гурт був найбільш популярним, Каліопі і Ромео Грілл переїхали до Швейцарії, і проєкт перестав існувати.

### Сольна кар'єра і «Обои ме»
Каліопі повернулася до Македонії 1996 року, коли країна вже була незалежною державою. Із піснею «Само ти» вона бере участь на Skopje Fest, який був національним відбором до Євробачення 1996, і здобуває на ньому перемогу. Співачка повинна була стати першою представницею Македонії на Євробаченні, але вона не набирає достатню кількість балів на спеційному кваліфікаційному раунді, чому її подорож на конкурс не відбулася.
1997 року співачка перемогла на конкурсі поп-музики «Еврофест» із піснею «Не плачи». Наступного року вона знову співає на Skopje Fest із піснею «Не заборавай» і фінішує дев'ятою.
У грудні 1998 Каліопі випускає свій перший сольний альбом «Обои ме», який був записаний у Базелі, Швейцарія. Альбом мав великий успіх у Македонії, а пісня «Обои ме» стала національним хітом. Після цього пішов тур містами Македонії.
2000 року Каліопі заснувала свій лейбл звукозапису Kaliopi Music Production.

### «Ако денот ми е ноќ»
2001 року співачка оголосила, що працює над своїм другим альбомом разом із композитором Дарко Димитровим. Альбом має назву «Ако денот ми е ноќ» і складається з 10 композицій, одна з яких — перероблена македонська народна пісня «Сношти минав покрај вази». Альбом був дуже успішним.
Цього же року Македонське Телебачення випустило документальний фільм про Каліопі, а сама співачка дає великий концерт у Битолі, на якому були присутні більше 4 000 македонців.
2002 року Каліопі написала пісню «Песна за нас» для македонського співака Ґорґі Крстевського, з яким вона виступала на Skopje Fest 2002 як бек-вокалістка. Пісня посіла п'яте місце.
У червні вона випускає свій популярний хіт «Наjмила», а разом з ним альбом «Наjмила – Калиопи, Live and Unreleased». Альбом складався з колишніх хітів співачки, виконаних наживо, а також двох нових пісень — «Наjмила» і «Заслужена земjа».

### «Не ми го зевай времето» і 30 років на сцені
2003 року Каліопі випускає перший трек «Не ми го зевай времето» зі свого третього студійного альбому. Сам альбом вийшов у грудні цього року і включав у себе дві дуетні пісні — «Бел ден» разом із Есмою Реджеповою та «Пурпурни дождови» разом із Василем Зафирчевим. У склад альбому увійшли пісні македонською, сербською, хорватською і боснійською мовами. Також з цього альбому вийшов перший сингл співачки «Smeh», спрямований на аудиторію країн колишньої Югославії. 2004 року Каліопі бере участь у македонському мюзиклі «Чиjа си».
2005 року Каліопі була обрана з чотирма іншими македонськими співаками для участі на національному відборі Македонії на ювілейне 50-е Євробачення 2005, яке проходило у Києві. Співачка скасувала свою заявку, але віддала одну із своїх пісень, «Не», іншій учасниці відбору — македонській рок-співачці Александрі Пилевій, яка заняла на ньому третє місце. Цього ж року вона виступає у Швеції і у хорватському Дубровнику, де співала разом із Есмою Реджеповою і Тоше Проескі. Тоді ж вона пише пісню «Само уште еден ден» для відомої македонської співачки Кароліни Гочевої. Сама Каліопі цього року випускає інструментальний альбом «Jac, Исидора».
2006 року Каліопі знову бере участь на відборі на Євробачення 2006 із піснею «Силна». Співачка була одною з фавориток відбору, але у фіналі займає лише шосте місце. Цього же року вона співає на чорногорському фестивалі «Сунчане Скале» із сербською версією пісні «Силна» і фінішує на третьому місці.
У цей рік Каліопі святкує свій професійний ювійлей — 30 років на сцені. З цього приводу відбувся великий концерт у Скоп'є, у якому брали участь багато македонських виконавців, таких як Есма Реджепова, Едін Карамазов і інші.

### Міжнародна кар'єра
2007 року у Хорватії Каліопі випускає сингли «Probudi me» і «Grev». Вона двічі брала участь як авторка на албанському конкурсі «Kënga Magjike» — вперше як авторка пісні «Jemi të huaj» для Ледини Чело (учасниця Євробачення 2005 від Албанії), другий — як авторка пісні «Njeri nga ata» співачки Йоаніди Малікі.
2008 року вона випустила новий альбом «Želim ti reći» сербо-хорватською мовою, головними піснями з якого стали «Ljubi» і «Želim ti reći». У червні бере участь на чорногорському фестивалі «Pjesma Mediterana» у Будві із піснею «Reći mi». Також на фестивалі виступала співачка Тамара Тодевська із її піснею «Dajem ti sve». Цього ж року Каліопі співає на фестивалі у Спліті із піснею «Za tebe čuvam sebe».
2009 року продовжує брати участь у багатьох балканських фестивалях, серед яких були Хорватський радіо-фестиваль, «Pjesma Mediterana» і «Sunčane Skale».

### «Oblivion» і «Порака»
Тоді ж Каліопі випускає альбом «Oblivion» із світовими хітами, після чого дає серію виступів у країнах колишньої Югославії.
Співачка знову намагається потрапити на Євробачення — вона бере участь на національному відборі 2009 року із піснею «Рум Дум Дум», яку виконує з фолк-співаком Наумом Петрескі. Дует займає друге місце. Також на цьому відборі співачка була авторкою пісні «Северно од мене, jужно од тебе» виконавця Верче Пандиловського.
2010 року Каліопі випускає свій п'ятий студійний альбом «Порака», до якого увійшли пісні, написані Дарко Юрановичем, Тихомиром Прерадовичем, Мирославом Русом і Рамбо Амадеусом. Також у його складі була пісня «Денот си буди», виконана в дуеті зі словенським співаком Марко Возелем і пісня «Ako još ikad padne snijeg», виконана в дуеті з Едіном Карамазовим.
2011 року Каліопі була членкинею журі македонського талант-шоу «Macedonian Idol». Вона випустила пісні «Не е край на се» і «Се роди ден» разом з учасниками цього проєкту.

### Євробачення 2012
Нарешті, 19 листопада 2011 року, македонське телебачення повідомило, що Каліопі була обрана закритим відбором для того, щоб представляти Македонію на Пісенному конкурсі Євробачення 2012 у Баку, Азербайджан. У інтерв'ю співачка говорила, що вона доки не знає, якого жанру буде її конкурсна пісня. 
17 січня 2012 року була представлена композиція македонською мовою «Црно и бело», музику для якої написав колишній чоловік співачки Ромео Грілл, а слова - сама Каліопі. Перед Євробаченням був проведений спеціальний промо-тур країнами Європи, серед яких були Сербія, Хорватія, Боснія і Герцеговина, Чорногорія, Нідерланди, Велика Британія, Україна і Білорусь. Також були випущені англійська («Black and White») і російська («Чёрное и белое») версії «Црно и бело». Російськомовна версія була записана у Києві, і авторами тексту виступили співачка Alyosha і Анна Ніколайчук.
24 травня 2012 у Баку відбувся другий півфінал Євробачення 2012, на якому співачка виконала свою пісню під другим номером. За результатами півфіналу, Каліопі зайняла дев'яте місце із 53 балами і змогла увійти до фіналу конкурсу, ставши першою представницею Македонії за чотири роки, яка змогла вивести свою країну у фінал Євробачення. 26 травня відбувся фінал конкурсу, на якому співачка виступала під 22 номером і посіла 13 місце, набравши 71 бал. Її виступ оцінили 12 країн, а найвищу оцінку — 12 балів — Каліопі отримала від Сербії і Боснії і Герцеговини.
Її конкурсна пісня, «Црно и бело», стала великим хітом у балканському регіоні, де вона часто виконується у різних талант-шоу. Композиція отримала багато кавер-версій з усього світу.

### «Мелем»
2013 року співачка випустила свій новий альбом «Мелем». Цей альбом, до якого увійшли такі пісні як «Црно и бело», «Мелем», «Вучица» і «Мрвица», став першою за 12 років співпрацею між Каліопі та її колишнім чоловіком Ромео Гріллем.
2015 року Каліопі випускає нові пісні «Моjот дом» і «Пожели».

### Євробачення 2016
24 листопада 2016 року македонське телебачення об'явило, що Македонію на Пісенному конкурсі Євробачення 2016 у Стокгольмі знову представлятиме Каліопі. І цього разу автором її конкурсної пісні буде Ромео Грілл. У своєму інтерв'ю про повторну участь на Євробаченні співачка повідомила, що пісня буде виконана македонською мовою. Її конкурсна пісня, «Дона», була презентована 7 лютого під час спеціального шоу, яке вийшло на македонському телебаченні. Каліопі виступить у першій половині другого півфіналу, який відбудеться 12 травня 2016 року.

## Участь у політичному житті Македонії
2001 року, під час етнічного конфлікту на території Македонії, Каліопі записуала спеціальне відео для своєї пісні «На пат до Македониjа». Композиція була присвячена македонським бійцям, які жертвують своїми життями заради Вітчизни. У відео демонструються панорами македонської природи, а Каліопі з'являється загорнутою у національний прапор Македонії. Ця пісня стала альтернативним гімном для македонського народу.
У той період співачка їде до Тетово — міста, яке найбільш гостро страждає від національного конфлікту. Пізніше вона говорила про цю подорож, що вона була жахливою, і що вона відчувала себе чужою у власній країні.
Потім, у листопаді 2001, Каліопі їде у великий тур містами Македонії, щоб підтримати македонців під час складної ситуації в країні.

## Приватне життя
Була у шлюбі з Ромео Гріллем, з яким заснувала гурт «Калиопи» і який є автором багатьох її пісень, серед яких і дві пісні для Євробачення.
Має сина Пако.

## Дискографія

### Студийні альбоми
З гуртом "Калиопи":
- 1986: «Калиопи»
- 1987: «Роџени»

Сольні:
- 2000: «Обои ме»
- 2001: «Ако денот ми е ноќ»
- 2004: «Не ми го зевай времето»
- 2008: «Želim ti reći»
- 2009: «Oblivion» (разом із Едіном Карамазовим)
- 2010: «Порака» і «Порука»
- 2013: «Мелем»

Live-альбоми:
- 2002: «Наjмила – Live and Unreleased»
- 2006: «Kaliopi Live» (DVD Альбом)

Інструментальні альбоми:
- 2005: «Jac, Исадора»

Збірники:
- 2007: «The Best Of»